# Barcelona Centre for International Affairs
El Barcelona Centre for International Affairs, CIDOB, es un think tank con sede en Barcelona, Cataluña, España, dedicado a la investigación en el ámbito de las relaciones internacionales. En su presentación institucional, se define como una «institución independiente» que, «basándose en los criterios de excelencia y relevancia, tiene como objeto de estudio el análisis de las relaciones internacionales y las cuestiones globales que afectan a la gobernanza en sus diferentes niveles, desde el ámbito internacional al impacto local». CIDOB tiene la «vocación de ser un instrumento útil para la sociedad y las instituciones en Europa, España y Cataluña, y su influencia en los debates que informan los procesos de toma de decisiones en los ámbitos político, económico y social». Asimismo, el Centro «apuesta por la innovación, el rigor en la investigación, el servicio público y el trabajo colaborativo». Jurídicamente, CIDOB funciona como una fundación privada dotada de un patronato del que forman parte las principales instituciones públicas y universidades de Barcelona y Cataluña. El centro y la fundación se rigen por unos Estatutos, un Código Ético y un Plan Director. En la actualidad, CIDOB es el think tank más antiguo de España y uno de los más influyentes en su área a nivel europeo.
La denominación original del centro, desde 1973, era, en catalán, Centre d'Informació i Documentació Internacionals a Barcelona (en castellano, Centro de Información y Documentación Internacionales en Barcelona), dando lugar a la sigla CIDOB, que se ha mantenido en el tiempo. Desde 2013 se utiliza exclusivamente, sin traducciones, la denominación en inglés Barcelona Centre for International Affairs.

## Historia
CIDOB surgió en 1973 como una asociación sin ánimo de lucro de tipo sociocultural a partir de la experiencia personal de su fundador, Josep Ribera i Pinyol (1933-2017), uno de los impulsores del movimiento interdiocesano catalán Agermanament (Hermanamiento), activo en la cooperación con países de África y América Latina. Este primer CIDOB era conocido como CIDOB Tercer Mundo o CIDOB-TM. En 1979, al hilo de las transformaciones políticas que se vivieron en Cataluña y España, y con el deseo de «dinamizar el tejido democrático de cara a la cooperación internacional», CIDOB se constituyó legalmente como fundación privada, con un patronato integrado por varias personas, públicas y privadas, representativas del mundo político y cultural del país. 
En los años que siguieron a su creación, CIDOB fue consolidándose como un centro de investigación y documentación aplicadas a los temas internacionales y a problemáticas globales como el desarrollo humano y las migraciones, con el objetivo de convertirse en un marco de referencia que conectara la realidad catalana y española con la realidad mundial. Para ello, fue aprovechando la proyección de Barcelona como capital euromediterránea y su vínculo especial con América Latina. Desde la década de los noventa, CIDOB potenció sus conexiones en red con iniciativas europeas en cuestiones de cooperación, relaciones internacionales y seguridad, así como su actividad académica orientada a la generación de ideas y la acción de políticas concretas.
Josep Ribera continuó dirigiendo CIDOB hasta diciembre de 2008, fecha en que dejó el cargo por decisión propia tras 35 años al frente de la entidad. Su sucesor en la dirección fue, por decisión del Patronato de la Fundación, Jordi Vaquer i Fanés, doctor en Relaciones Internacionales y hasta entonces investigador del centro. Narcís Serra i Serra, ex alcalde de Barcelona, exministro y vicepresidente del Gobierno de España y antiguo dirigente de los socialistas catalanes, fue elegido en 2000 presidente de la Fundación. En marzo de 2010 fue nombrado presidente de honor de CIDOB, fuera de la estructura organizativa, Javier Solana Madariaga, hasta 2009 el Alto Representante para la PESC de la Unión Europea.
El 14 de mayo de 2012 el Patronato de la Fundación nombró nuevo presidente de CIDOB al economista y exdiputado de Convergencia i Unió Carles Carles A. Gasòliba i Böhm. En diciembre de 2012 Jordi Vaquer cesó como director. Para cubrir el puesto, CIDOB abrió un concurso internacional de candidaturas. Una vez concluido el proceso de selección, el 25 de junio de 2013 el Patronato designó para el cargo al catedrático de Economía Jordi Bacaria i Colom, en ese momento codirector del Instituto de Estudios de la Integración Europea en México (IEIE) y editor de la revista Foreign Affairs Latinoamérica, una publicación del Instituto Tecnológico Autónomo de México (ITAM).
En abril de 2016 Carles Gasòliba informó al Patronato de su decisión de abandonar la presidencia y de no optar a la reelección. En julio siguiente, el Patronato de CIDOB eligió como presidente provisional al catedrático Josep Joan Moreso, presidente de la Agencia para la Calidad del Sistema Universitario de Cataluña y patrono en representación del Consejo Interuniversitario de Cataluña. Al cabo de unos meses, el 12 de enero de 2017, el Patronato eligió un nuevo presidente en la persona de Antoni Segura i Mas, catedrático de Historia Contemporánea de la Universidad de Barcelona.
En junio de 2018, después de la decisión de Jordi Bacaria de abandonar su puesto para volver a la Universidad, CIDOB abrió una convocatoria de plaza de director del centro y el 14 de septiembre del mismo año el Patronato designó para tal puesto al doctor en Ciencia Política Pol Morillas i Bassedas, hasta entonces subdirector de Investigación en la entidad.
En noviembre de 2020 el Patronato de CIDOB reeligió a Antoni Segura presidente de la entidad por otros cuatro años.

### Historial de autoridades
- | Presidente        | Periodo     |
| ----------------- | ----------- |
| Narcís Serra      | 2000 - 2012 |
| Carles Gasòliba   | 2012 - 2016 |
| Josep Joan Moreso | 2016 - 2017 |
| Antoni Segura     | 2017 - 2025 |
| Josep Borrell     | 2025 -      |
- | Director      | Periodo     |
| ------------- | ----------- |
| Josep Ribera  | 1973 - 2008 |
| Jordi Vaquer  | 2008 - 2012 |
| Jordi Bacaria | 2013 - 2018 |
| Pol Morillas  | 2018 -      |

## Organización e instalaciones

### Equipo directivo y plantilla
En la actualidad (diciembre de 2021) el equipo directivo de CIDOB lo componen Antoni Segura (presidente), Pol Morillas (director), Anna Estrada (responsable de coordinación ejecutiva) y María José Rodríguez (responsable de gestión económico-financiera y administrativa). La plantilla laboral se completa con un equipo de investigadores especializados, gestores de proyectos, responsables o coordinadores de área (proyectos, publicaciones, información, comunicación y prensa) y personal de administración y servicios generales. Con el centro colabora una red de investigadores asociados.

### Patronato
El Patronato de la Fundación lo conforman una serie de patronos institucionales e individuales, cuyas aportaciones económicas sostienen la parte fundamental del presupuesto anual del centro. Los patronos institucionales son: 
- Generalidad de Cataluña
- Ayuntamiento de Barcelona
- Diputación de Barcelona
- Área metropolitana de Barcelona
- Ministerio de Asuntos Exteriores de España
- Consejo Interuniversitario de Cataluña

### Comités Consultivos
Además, funcionan un Comité Científico y un Comité Económico formados por expertos.

### Financiación
Según consta en la web del centro, el presupuesto de CIDOB para el año 2021 contemplaba unos ingresos y unos gastos equilibrados de 2,68 millones de euros. Los patronos (financiación estructural) aportan el 54% de los ingresos, mientras que la financiación por la participación en diversos proyectos de la Unión Europea o de otra titularidad supone el 41% de las partidas de ingresos. CIDOB ha recibido financiación internacional de instituciones como el PNUD, la Unión por el Mediterráneo, la Fundación EU-LAC, Open Society Foundations, Stiftung Mercator, OCP Foundation, Friedrich Ebert Stiftung o Bertelsmann Stiftung, además de financiadores privados como la Fundación Bancaria La Caixa.

### Instalaciones
Durante años, CIDOB repartió sus dependencias entre dos inmuebles históricos, muy próximos pero no contiguos, de la calle Elisabets, en el barrio del Raval de Barcelona, muy cerca de La Rambla y de la Plaza de Cataluña: la Casa de la Misericòrdia (Elisabets 12) y la Casa dels Infants Orfes (Elisabets 24). 

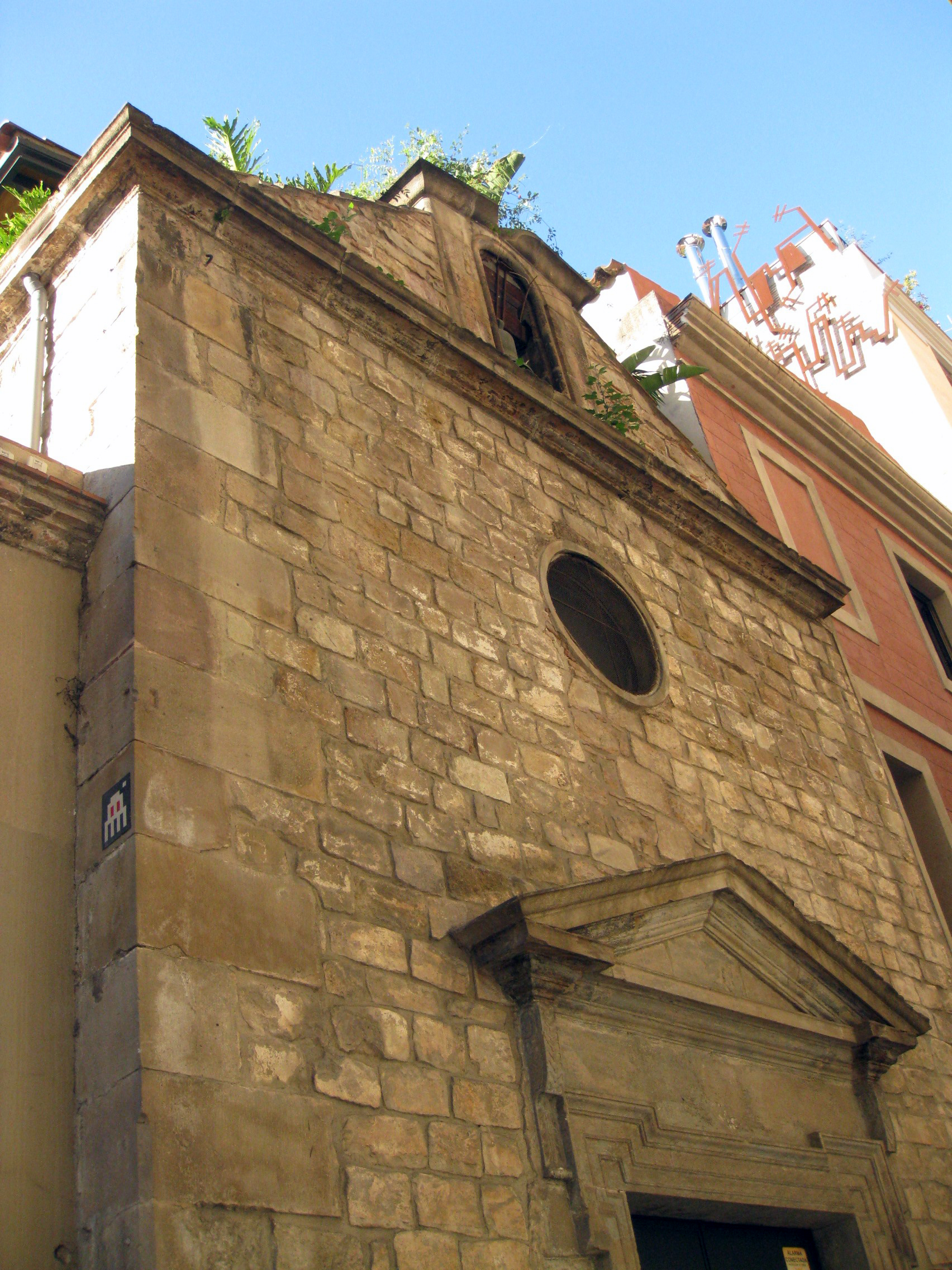
Casa dels Infants Orfes

La Casa de la Misericòrdia acogió desde 1988 las instalaciones principales del centro, incluida la sede oficial, el archivo y biblioteca, y la Sala Maragall, destinada a la celebración de eventos. En origen, el inmueble, que incluye la vieja iglesia, formó parte del Colegio de Sant Guillem d'Aquitània, fundado por los agustinos en 1587, y más tarde se destinó a escuela primaria municipal. Durante la invasión napoleónica fue sede clandestina del movimiento ciudadano contra la ocupación francesa. Ya en tiempos más modernos, en 1910, se estableció aquí el Instituto de Cultura y Biblioteca Popular para la Mujer; más adelante, en 1940, la casa pasó a ser la sede del Instituto del Teatro, acogiendo también la cátedra Adrià Gual. En la actualidad, toda la actividad de CIDOB se desarrolla en este edificio.
La Casa dels Infants Orfes se remonta también a finales del siglo XVI. Estuvo destinado a ser sede de la institución fundada en 1370 por Guillem dez Pou para acoger a los huérfanos de la diócesis barcelonesa. Tiene una capilla adyacente contratada por Claudi Cosal en 1680 y remodelada en 1785. Entre las utilidades tardías del edificio está documentado que fue escuela de las Hijas de la Caridad de San Vicente de Paúl (1848) y convento de las Carmelitas de la Caridad (1875). La capilla perdió todo su mobiliario religioso durante la Guerra Civil. Actualmente, tiene aquí su sede la organización Open Society Initiative for Europe (OSIFE).

## Actividades

### Líneas de investigación
En la última década, CIDOB ha sistematizado sus áreas de investigación, manteniendo sus temas/regiones de interés tradicionales e incorporando otros más específicos. En la revisión de su Plan Director 2019-2021, donde se declara «centro de pensamiento global», CIDOB define ocho líneas estratégicas de investigación, temáticas y geográficas:
- | Líneas temáticas               |
| ------------------------------ |
| Geopolítica global y seguridad |
| Migraciones                    |
| Ciudades y metrópolis globales |
| Desarrollo sostenible          |
- | Líneas geográficas                    |
| ------------------------------------- |
| Europa                                |
| El Gran Mediterráneo                  |
| América Latina y el Espacio Atlántico |
| Asia-Pacífico y África Subsahariana   |

Cada área de investigación está conducida por un investigador principal o sénior, que trabaja con otros analistas, asistentes, especialistas asociados o visitantes, y colaboradores externos. Las áreas de investigación suelen trabajar en red y generan sus propias actividades académicas, publicaciones y fondos documentales.

### Eventos
En CIDOB, la labor investigadora se concibe para darle máxima difusión, dirigiéndola tanto a especialistas y profesionales del mundo de la academia como a organismos públicos, medios de comunicación, ONG, empresas, estudiantes universitarios y el público interesado en general. La difusión directa se vale de seminarios, conferencias, debates y presentaciones. Algunos de estos eventos, como los Desayunos CIDOB y el Ciclo ¿Qué pasa en el mundo? tienen un formato definido y se celebran periódicamente. 
Desde 2002, CIDOB y el  Ayuntamiento de Barcelona organizan de manera conjunta el seminario internacional War & Peace in the 21st Century, a modo de ciclo de debates con asistencia de altas personalidades de la función pública, la política gubernamental y la academia internacionales. Para la edición de 2021, CIDOB, como consecuencia de la COVID-19, transformó este acto en el documental Bouncing back. World politics after the pandemic, centrado en el impacto de la pandemia en las dinámicas de conflicto y cooperación.

### Proyectos de colaboración
CIDOB viene participando en numerosos proyectos de investigación y académicos en red, por lo general formando consorcio transnacional. Varios de estos proyectos y programas, en su mayoría financiados por la Comisión Europea, proporcionan al centro una parte importante de sus ingresos presupuestarios.
Proyectos en activo (diciembre de 2021)
- Advancing Alternative Migration Governance (ADMIGOV, Comisión Europea)
- A moment to reflect: Creating Euro-Mediterranean bonds that deliver (Comisión Europea)
- Assessing the production and impact of migration narratives (BRIDGES, Comisión Europea)
- CAScading Climate risks: towards ADaptive and resilient European Societies (CASCADES, Comisión Europea)
- Ciudades Globales (Ayuntamiento de Barcelona)
- Jean Monnet Network on EU Counter-Terrorism (EUCTER, Comisión Europea)
- Integration and Differentiation for Effectiveness and Accountability (EU-IDEA, Comisión Europea)
- European Web Site on Integration (EWSI, Migration Policy Group, Comisión Europea)
- From Alternative Narratives to Citizens True EU Stories (FACTS, Comisión Europea)
- Foro Europa Cuba (Jean Monnet Network, Comisión Europea)
- Future Leaders Forum (Convenio de colaboración con el Banco Santander)
- Jean Monnet Atlantic Network 2.0 (Comisión Europea)
- Understanding and Strengthening EU Foreign and Security Policy in a Complex and Contested World (JOINT, Comisión Europea)
- National Integration Evaluation Mechanism (NIEM, Comisión Europea)
- Open European Dialogue
- Regions for Migrants and Refugees Integration (REGIN, Comisión Europea)
- Talent Global (Convenio de colaboración con el Banco Sabadell)
- Exploring the Integration of Post-2014 Migrants in Small and Medium-sized Towns and Rural Areas from a Whole of Community Perspective (Whole-COMM, Comisión Europea)

Antiguos proyectos (lista parcial)
- Atlantic Future (2013-2015)
- CEASEVAL (2017-2019)
- EPIN 2CU (2017-2020)
- EU4SEAS (2009-2011)
- EU-LISTCO (2018-2021)
- European Trail (2010-2011)
- Europe for Citizens (2014-2017)
- EVROSEEDS (2016-2017)
- FEUTURE (2016-2019)
- Immigrant Citizens Survey (2011-2012)
- MEDRESET (2016-2019)
- MENARA (2016-2019)
- SAHWA (2014-2017)
- STAP-RP (2011-2016)
- The Raval Project (2014-2015)
- TRANSOLAR (2013-2015)
- VIADUCT (2017-2020)
- Wise Citites (2015-2017)

Además, CIDOB, junto con la ONG belga Migration Policy Group (MPG), coordina el Migrant Integration Policy Index (MIPEX), una herramienta de medición de políticas nacionales sobre migraciones que cuenta con el patrocinio de la Comisión Europea y el Centro para el Desarrollo Global de Washington D. C..

### Filiaciones y convenios
CIDOB ha mantenido una amplia red de membresías y filiaciones con organismos académicos de España y el exterior. Se citan: 
- Asociación Española de Estudios del Pacífico (AEEP)
- Associació de Publicacions Periòdiques en Català (APPEC)
- Asociación de Revistas Culturales de España (ARCE)
- Asia Europe Foundation (ASEF)
- Asociación Europea de Estudios sobre Centroamérica y el Caribe (ASERCCA)
- Consejo Español de Estudios Iberoamericanos (CEEIB)
- Consejo de Cooperación de la Generalidad de Cataluña
- European Association of Development Research and Training Institutes (EADI)
- European Information Network on International Relations and Area Studies (EINIRAS)
- European Policy Institutes Network (EPIN)
- Euro-Mediterranean Network for Economic Studies (EMNES)
- Europe's Forum on International Cooperation (EUFORIC)
- Euro-Mediterranean Study Commission (EuroMesSCo)
- International Peace Research Association (IPRA)
- International Studies Association (ISA)
- International Relations and Security Network (ISN)
- Jean Monnet Atlantic Network
- Latin American Studies Association (LASA)
- One World Online
- Red Europea de Información y Documentación sobre América Latina (REDIAL)
- Ibero-American Network for International Studies (RIBEI)
- Red Internacional de Centros de Estudio sobre Interculturalidad (RICEI)
- Security & Defence Agenda (SDA)
- Red de centros de investigación y docencia sobre el espacio euromediterráneo (STRADEMED)
- Trans European Policy Studies Association (TEPSA).[19][2]

### Publicaciones
CIDOB edita abundante material de análisis y documentación a través de sus diferentes líneas de publicaciones con periodicidad o no, tanto en formato impreso como electrónico (en línea), con sello editorial exclusivo o en coedición 
.

#### Anuarios

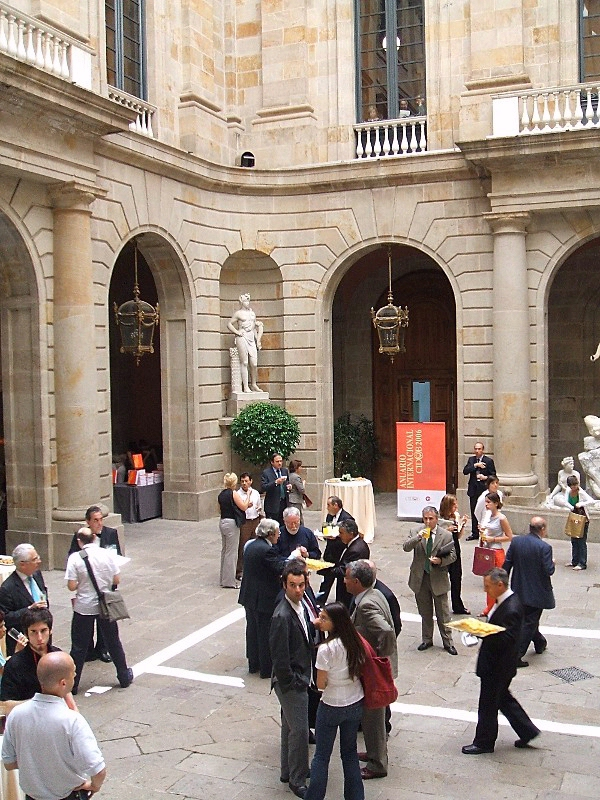
Presentación del Anuario Internacional CIDOB de 2006 (Llotja de Mar, Barcelona, julio de 2007)

- Anuario Internacional CIDOB. Se trata de la publicación más difundida del think tank, habitual en las bibliotecas universitarias de Cataluña y España. Está editado en castellano y en formatos impreso y electrónico. Publicado desde 1990, ofrece diversas secciones centradas en el panorama internacional global, los balances regionales y las políticas exteriores de países concretos, además de (hasta 2020) la sección Perfil de país, que analizaba desde diferentes perspectivas un Estado significativo de la actualidad internacional. Los países examinados monográficamente fueron: India (1997); Turquía (1998); Rusia (1999); China (2000); México (2001); Marruecos (2002); Corea del Sur (2003); Brasil (2004); Sudáfrica (2005); Portugal (2006); Argelia (2007); Nigeria (2008); Estados Unidos (2009); Rusia (2010); Turquía (2011); Pakistán (2012); Japón (2013); México (2014); Irán (2015); Colombia (2016-2017); Francia (2018); Cuba (2019); y Alemania (2020). El contenido principal del anuario consiste en artículos y "píldoras" de opinión firmados por expertos y especialistas, pero incorpora también contenidos infográficos y mapas que ayudan a visualizar los contenidos analizados.

- Anuario CIDOB de la Inmigración. Analiza las principales características y tendencias de la inmigración y las políticas de inmigración en España, desde las perspectivas sociológica, económica y jurídica. Publicado desde 2007.

#### Revistas
- Revista CIDOB d'Afers Internacionals. Revista de dimensión académica-cultural sobre cuestiones de relaciones internacionales y cooperación. Los artículos ofrecen diversas perspectivas de los temas abordados y combinan análisis en profundidad e información. Su periodicidad es cuatrimestral y se publica desde 1983, siendo pionera en el ámbito hispanohablante.

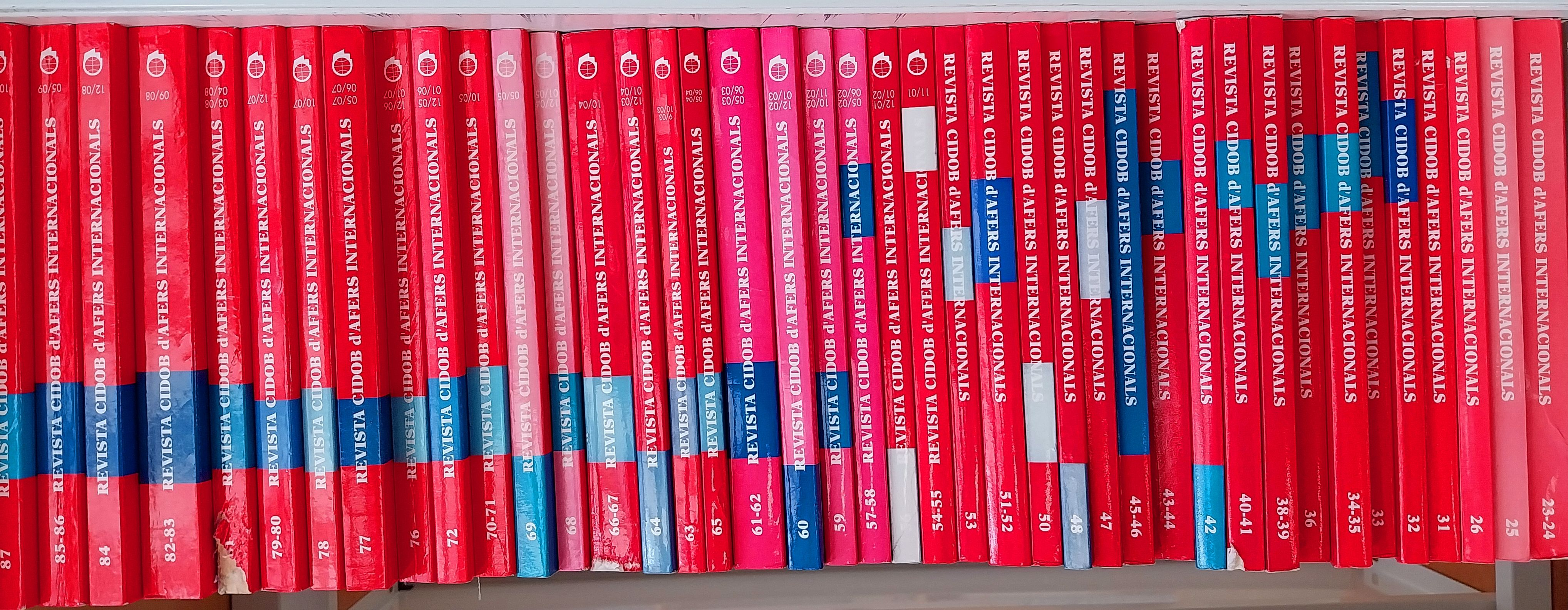
Ejemplares de la Revista CIDOB d'Afers Internacionals en la Biblioteca del Campus de Bizkaia (Leioa, Bizkaia) de la Universidad del País Vasco (UPV/EHU)

#### Libros
- Monografías. Publicaciones enmarcadas en las diferentes líneas de investigación de CIDOB, recogen los contenidos de los seminarios organizados por el centro. Pueden editarse en coedición y aparecen en formato papel (libro) y en línea. Vienen publicándose desde 1999.
- Interrogar la actualidad. Colección de libros de ensayo, solo en edición impresa y de distribución comercial. Se publicaron 37 ejemplares entre 2004 y 2015.

#### Otras publicaciones
- Notes Internacionals CIDOB. Artículos de análisis de cierta extensión sobre temas de actualidad internacional.
- Opinión CIDOB. Artículos breves de estilo periodístico sobre temas de actualidad internacional.
- Cidob Briefings. Informes ejecutivos que realizan un diagnóstico sobre un tema concreto, identifican buenas prácticas y formulan recomendaciones políticas. Asimismo, recogen entrevistas con personalidades relevantes del ámbito internacional.
- Cidob Report. Trabajo colaborativo de los investigadores de CIDOB cuyo objetivo es el análisis de un tema concreto de la actualidad internacional desde distintos puntos de vista.
- Documents CIDOB. Colección de estudios temáticos vinculada a las líneas de investigación mantenidas por CIDOB.
- Projects Papers. Series de publicaciones específicas de grandes proyectos de investigación liderados o participados por CIDOB.

### Docencia e IBEI
Desde 1989, y hasta la creación del Instituto Barcelona de Estudios Internacionales (IBEI) en 2004, CIDOB impartió formación reglada destinada a posgrados universitarios junto con la Universidad Autónoma de Barcelona. Los títulos eran:
- Diploma en Cooperación para el Desarrollo
- Diploma en Relaciones Internacionales
- Máster en Estudios Internacionales.
- Máster en Estudios para el Desarrollo

### Antiguo Centro de Documentación y Biblioteca
Parte fundamental de CIDOB fue desde su origen el mantenimiento de un extenso fondo documental especializado, principalmente en relaciones internacionales y desarrollo, abierto al público para su consulta. Estos fondos documentales y bibliográficos eran referidos colectivamente como Biblioteca Internacional de Barcelona (BIBA), concebida para apoyar la docencia y la investigación que tenían lugar en CIDOB y el IBEI, y para dar servicio al conjunto de la comunidad universitaria e investigadora, a periodistas y a otros profesionales interesados.
En 2014 CIDOB y la Universidad Pompeu Fabra (UPF) firmaron un contrato de comodato por el que el primero cedía a la segunda su fondo del Centro de Documentación y Biblioteca por un período de 20 años prorrogables. De esta manera, la UPF incorporó a su Biblioteca un cuerpo documental y bibliográfico de aproximadamente 14.000 libros y monografías, 12.500 documentos de variados formatos y tipología, y un millar de publicaciones periódicas.

### Servicios de información en línea
CIDOB produce material informativo de consulta en su web y estrechamente vinculado a la actualidad política internacional, como los Dossiers, los Microsites y las Biografías Líderes Políticos, estas últimas editadas desde 2001.

## Influencia social
La edición de 2010 del prestigioso índice global de think tanks Global Go-to Think Tanks, confeccionado por el Departamento de Relaciones Internacionales de la Universidad de Pensilvania, y tras evaluar a 4.567 centros de todo el mundo, colocó al CIDOB en la posición 37 de los 50 mejores think tanks del mundo no estadounidenses, en la categoría Top 50 Think Tanks – Worldwide (Non-US). En esta lista, el centro de Barcelona aparecía como el único de España y el tercero del sur de Europa tras dos franceses. En la edición de 2015, CIDOB ocupó la posición 58 en la tabla de los mejores think tanks del mundo (sobre 175), la 28 en la categoría mundial que excluye a los think tanks estadounidenses (sobre 137), la 16 en la de Europa Occidental (sobre 129) y la segunda en la del sur de Europa. En la edición de 2019, repitiendo prácticamente las posiciones de 2018, CIDOB figuraba como: el 36 mejor think tank del mundo (sobre 176); el 30 mejor no estadounidense (sobre 157); el 12 mejor de Europa Occidental (sobre 141 y por detrás del Instituto Elcano); el cuarto en la lista de think tanks «a seguir» (sobre 112); y el octavo en la lista de «think tanks independientes» (sobre 144), entre otros rankings.